# Холы
Холы — населённый пункт в Зиминском районе Иркутской области России. Входит в состав Филипповского муниципального образования. Находится примерно в 34 км к западу от районного центра.

## Происхождение названия
Ранее населённый пункт назывался Холой или Голай. Данное название имеет бурятские корни и происходит от бурятского холо — «далеко» (отдалённый) или гол — «ручей».

## История
Основан в 1911 году. Согласно итогам переписи населения СССР 1926 года в населённом пункте насчитывалось 60 дворов, 307 жителей (146 мужчин и 161 женщина). На 1929 год входит в состав Больше-Воронежского сельсовета.

## Население
По данным Всероссийской переписи в 2010 году в населённом пункте проживало 20 человек (11 мужчин и 9 женщин).
| 2002 | 2010 | 2011 | 2012 |
| ---- | ---- | ---- | ---- |
| 26   | ↘20  | →20  | →20  |